# Микола Ілін
Микола Ілін (23 квітня 1984, Могильов, Білорусь — 13 липня 2020, Зайцеве, Україна) — естонський та білоруський доброволець-учасник Російсько-української війни, військовий медик ЗСУ.
Був убитий при спробі винести пораненого бійця Ярослава Журавля.

## Життєпис
Народився в Білорусі.
Майже 10 років навчався грі на флейті в музичній школі, мріяв служити у військовому оркестрі.
З 12 років був прислужником у Могилівському кафедральному соборі. У 15-річному віці захопився реконструкцією часів Великого князівства Литовського, був членом могилівського лицарського клубу «Борисфен». Згодом Ілін захопився ідеєю відродження білоруської культури та національної свідомості, перейшов на білоруську мову. Брав участь в акціях молодіжних організацій «Молодий фронт» та «Зубр». У білоруському опозиційному середовищі мав псевдо «Фронт».
У березні 2006 року брав участь у протестних акціях на площі Калиновського у Мінську (Джинсова революція). 23 березня його жорстоко побили місцеві поліціянти, Микола потрапив до лікарні з важкою черепно-мозковою травмою. Того ж року виїхав з Білорусі через політичні переслідування до Києва, потім отримав політичний притулок в Естонії, де згодом отримав громадянство. Під час проживання в Україні, жив у Білій Церкві на Київщині.

### Російсько-українська війна
2018 року Ілін повернувся до України, щоб взяти участь у війні проти російських окупаційних сил на сході України. Вступив на контрактну службу до морської піхоти ЗСУ. Пройшов чотиримісячне навчання в Центрі тактичної медицини. Військовий медик 137 ОБМП 35 ОБрМП, з 31 березня 2020 — сержант.

Навесні 2020 із бригадою вирушив на чергову ротацію на фронт.

Труна з тілом Іліна у костелі Святого Олександра в Києві

13 липня 2020-го в районі смт Зайцеве поруч з тимчасово окупованою Горлівкою проросійські бойовики обстріляли евакуаційну групу, що мала забрати тіло загиблого внаслідок підриву військовослужбовця Дмитра Красногрудя. Група евакуації в білих касках із розпізнавальними знаками не встигла дійти до тіла вбитого бійця кілька метрів. Ворог відкрив вогонь на ураження зі стрілецької зброї. Група відійшла, натомість була сформована друга група евакуації, до складу якої входив Ілін. Він та лейтенант Підлісний А. намагався надати допомогу пораненому. Противник знову почав обстріл із гранатометів та великокаліберних кулеметів. Внаслідок цього Ілін загинув, отримавши поранення несумісні з життям від невідомого вибухового пристрою, Підлісного було поранено. Протягом кількох днів тіла загиблих та поранених воїнів знаходились на місці обстрілу. Тривали переговори з СММ ОБСЄ щодо їхньої евакуації.
Врешті 17 липня бойовики з непідконтрольних територій передали понівечене тіло Іліна, яке було ідентифіковано за допомоги експертизи ДНК. Громадська панахида з прощання з Іліним відбулася 21 липня в Кафедральному соборі в Могильові.
22 липня у кафедральному костелі Святого Олександра в Києві відбулося прощання. Домовину з тілом покійного накрили трьома прапорами — Естонії, України та Білорусі. Похований на Байковому кладовищі у Києві.

### Реакція на загибель
21 липня 2020 року міністр закордонних справ України Дмитро Кулеба заявив, що встановлено картину подій, і є всі підстави говорити саме про воєнний злочин, а саме віроломне свідоме вбивство українського медика.
За повідомленням Укрінформу, над тілом Миколи Іліна бойовики здійснили наругу: із незрозумілих причин воно було розпороте від тазу до шиї, після чого грубо зшито, також не зберігалося у морзі. Існує і відео від окупантів, на якому видно, що у голові трупа медика стирчить ніж.

## Нагороди та відзнаки
- Орден «За мужність» III ступеня (5 серпня 2020, посмертно) — за особисту мужність i самовіддані дії, виявлені у захисті державного суверенітету та територіальної цілісності України[11].
- Медаль ордена Погоні (Рада БНР; 24 листопада 2022, посмертно)[12]

## Цікаві факти
- Володів білоруською, естонською, англійською, російською та українською мовами.
- За словами дружини, Ільїн допомагав безпритульним людям та тваринам, а після звільнення з армії хотів продовжити займатися благодійністю.